# Hydraena hynesi
Hydraena hynesi är en skalbaggsart som beskrevs av Peter Zwick 1977. Hydraena hynesi ingår i släktet Hydraena och familjen vattenbrynsbaggar. Inga underarter finns listade i Catalogue of Life.